# Zeitschrift für Immissionsschutz
Die Zeitschrift für Immissionsschutz ist eine Fachzeitschrift zu umweltrelevanten Themen mit dem Schwerpunkt Immissionsschutz.
1996 begann die Zeitschrift mit drei Ausgaben im Jahr. Seitdem erscheint sie viermal im Jahr. Die Schriftleitung hatte bis 2003 unter anderem Manfred Pütz (1933–2015), der ab 2006 als einer der beiden Herausgeber fungierte. Zum Jahr 2016 übernahm offiziell Isabelle Franzen-Reuter, Fachhochschule Münster, die Chefredaktion.
Die Zeitschrift bietet Beiträge von Experten aus der Praxis der Umweltbehörden und zum Umweltrecht. Durch Peer-Review wird die Qualität der Beiträge gewährleistet. Ferner werden Informationen aus der Bund-Länderarbeitsgemeinschaft für Immissionsschutz (LAI) und der Umweltministerkonferenz (UMK) veröffentlicht. Die Zeitschrift wird vom Erich Schmidt Verlag mit Sitz in Berlin verlegt. Sie ist auch als Onlineversion verfügbar. Inhaltsverzeichnisse der Zeitschrift stehen seit der ersten Ausgabe 1996 im Internet. Seit der Ausgabe 1/2018 erscheint die Zeitschrift in einem neuen Layout, wobei der bisherige kostengünstige Schwarz-weiß-Druck durch einen Mehrfarbdruck ersetzt wurde.